# Albertirsa
Albertirsa  este un oraș în districtul Cegléd, județul Pesta, Ungaria, având o populație de 12.025 de locuitori (2011). 

## Demografie
Componența etnică a orașului Albertirsa
     Maghiari (95,49%)
     Romi (2,22%)
     Necunoscut (0,59%)
     Alții (1,7%)
Componența confesională a orașului Albertirsa
     Romano-catolici (27,91%)
     Luterani (25,21%)
     Fără religie (12,24%)
     Reformați (6,85%)
     Atei (1,1%)
     Necunoscută (26,28%)
     Greco-catolici (0,42%)
     Alte religii (2,75%)
Conform recensământului din 2011, orașul Albertirsa avea 12.025 de locuitori. Din punct de vedere etnic, majoritatea locuitorilor (95,49%) erau maghiari, cu o minoritate de romi (2,22%). Apartenența etnică nu este cunoscută în cazul a 0,59% din locuitori. Nu există o religie majoritară, locuitorii fiind romano-catolici (27,91%), luterani (25,21%), persoane fără religie (12,24%), reformați (6,85%) și atei (1,1%). Pentru 26,28% din locuitori nu este cunoscută apartenența confesională.